# Vogue Motor Car Company
Vogue Motor Car Company, hervorgegangen aus der Economy Motor Company, war ein US-amerikanischer Hersteller von Automobilen.

## Unternehmensgeschichte
Die Economy Motor Company wurde 1916 in Tiffin in Ohio gegründet. H. E. Cook, C. J. Larger, Stanton J. Lewis, John A. Manecke, Raymond W. Miller und George Wiseman waren daran beteiligt. Wiseman war der Konstrukteur. Sie begannen mit der Produktion von Automobilen. Der Markenname lautete zunächst Economy.
Im April 1917 kam es zum Zusammenschluss mit der Bellefontaine Automobile Company aus Bellefontaine. Deren Werk wurde bis Ende 1919 benutzt und dann aufgegeben.
Ab 1920 firmierte das Unternehmen als Vogue Motor Car Company. Der Markenname lautete 1920 Economy-Vogue und ab 1921 nur noch Vogue. 1922 endete die Produktion. 1923 wurde das Unternehmen aufgelöst. Es hatte Steuerschulden.
Insgesamt entstanden 630 Fahrzeuge.
Es gab keine Verbindung zur Economy Motor Car Company, die ein paar Jahre vorher ebenfalls Fahrzeuge der Marke Economy herstellte.

## Fahrzeuge

### Markenname Economy
Für das Modell der Jahre von 1916 bis 1917 ist kein Modellname überliefert. Ein Vierzylindermotor trieb die Fahrzeuge an. Das Fahrgestell hatte 292 cm Radstand. Zur Wahl standen Tourenwagen, Touren-Limousine sowie ein Thre-Dor Roadster. Dieser fünfsitzige Roadster hatte auf einer Fahrzeugseite eine Tür und auf der anderen Seite zwei Türen. Die hintere ermöglichte den Zugang zu den hinteren Sitzen.
Von 1918 bis 1919 gab es zwei Modelle. Der G 4-36 hatte einen Vierzylindermotor, der mit 22,5 PS angegeben war. Der C 8-48 hatte einen V8-Motor von Ferro, der mit 28,8 PS angegeben war. Der Radstand von 292 cm sowie die Aufbauten als fünfsitziger Tourenwagen und fünfsitziger Chummy-Roadster waren identisch.

### Markenname Economy-Vogue
Das einzige Modell war der 6-46. Der Sechszylindermotor war mit 45,8 PS angegeben. Der Radstand entsprach den bisherigen Modellen. Ein Tourenwagen mit fünf Sitzen, ein Roadster mit vier Sitzen, eine Limousine mit fünf Sitzen und ein Coupé mit drei Sitzen standen zur Auswahl.

### Markenname Vogue
Der 6-55 hatte ebenfalls einen Sechszylindermotor, der aber mit 55 PS angegeben war. Der Radstand war auf 315 cm verlängert worden. Tourenwagen und Coupé boten Platz für fünf Personen. Daneben gab es eine Limousine mit sieben Sitzen.

## Modellübersicht
| Jahr      | Marke         | Modell | Zylinder | Leistung (PS) | Radstand (cm) | Aufbau                                                                      |
| --------- | ------------- | ------ | -------- | ------------- | ------------- | --------------------------------------------------------------------------- |
| 1916–1917 | Economy       |        | 4        |               | 292           | Tourenwagen, Touren-Limousine, Thre-Dor Roadster                            |
| 1918–1919 | Economy       | G 4-36 | 4        | 22,5          | 292           | Tourenwagen 5-sitzig, Chummy Roadster 5-sitzig                              |
| 1918–1919 | Economy       | C 8-48 | 8        | 28,8          | 292           | Tourenwagen 5-sitzig, Chummy Roadster 5-sitzig                              |
| 1920      | Economy-Vogue | 6-46   | 6        | 45,8          | 292           | Tourenwagen 5-sitzig, Roadster 4-sitzig, Limousine 5-sitzig, Coupé 3-sitzig |
| 1921–1922 | Vogue         | 6-55   | 6        | 55            | 315           | Tourenwagen 5-sitzig, Coupé 5-sitzig, Limousine 7-sitzig                    |

## Produktionszahlen
| Jahr  | Produktionszahl |
| ----- | --------------- |
| 1917  | 87              |
| 1918  | 221             |
| 1919  | 161             |
| 1920  | 73              |
| 1921  | 61              |
| 1922  | 27              |
| Summe | 630             |